# Gerard Damiano
Gerard Damiano (4 de Agosto de 1928 - 25 de Outubro de 2008) foi um diretor de cinema pornográfico, conhecido por dirigir o polêmico filme Garganta Profunda, exibido em 1972, sendo o primeira longa pornográfico exibido em cinemas comuns.
Em 2013, foi interpretado por Hank Azaria no filme biográfico Lovelace.

## Filmografia
| - We All Go Down (1969) - Teenie Tulip (1970) - Marriage Manual (1970) - Changes (1970; título alternativo: Sex U.S.A.) - The Magical Ring" (1971) (probably reissued as Bottoms Up) - Deep Throat (1972; as Jerry Gerard) - Meatball (1972; as D. Furred) - The Devil in Miss Jones (1973) - Memories Within Miss Aggie (1974) - Legacy of Satan (1974) - Portrait (1974) - The Story of Joanna (1975) - Let My Puppets Come (1976) - Joint Venture (1977; títulos alternativo: Erotic Olympics; The Sex Team) - Odyssey (1977; título alternativo: Odyssey, the Ultimate Trip) - Damiano's People (1979) - Fantasy (1979; título alternativos: Fantasy Island; Fascination; That Prickly Feeling) - For Richer, for Poorer (1979) - Skin Flicks (1979; título alternativo: Midnight Blue) - Beyond Your Wildest Dreams (1981) - Never So Deep (1981) - The Satisfiers of Alpha Blue (1981; título alternativo: Alpha Blue) - Consenting Adults (1982) - Flesh & Fantasy (1983) - Night Hunger (1983) - Return to Alpha Blue (1983) | Whose Fantasy Is It Anyway (1983; título alternativo: Gerard Damiano's Private Fantasies ) Inside Everybody (1984; título alternativo: Gerard Damiano's Private Fantasies 2: Inside Everybody ) Night Magic (1984) Throat 12 Years After (1984) Flesh and Fantasy (1985) Forbidden Bodies (1986) Cravings (1987) Future Sodom (1987) Lessons in Lust (1987) Maximum Head (1987) Slightly Used (1987) Ultrasex (1987) Candy's Little Sister Sugar (1988) Ruthless Women (1988) Dirty Movies (1989) Perils of Paula (1989) Splendor in the Ass (1989; título alternativo: Sex Express ) Young Girls in Tight Jeans (1989) Buco profondo (1991) Just for the Hell of It (1991) Manbait (1991; título alternativo: The Last Couple ) Manbait 2 (1991) Eccitazione fatale (1992) Le Professoresse di sessuologia applicata (1992) Naked Goddess (1993) Naked Goddess 2 (1994) |